# Žloutenka
Žloutenka (latinsky icterus) je patologický stav, který se klinicky projevuje zežloutnutím kůže, očního bělma, sliznic i ostatních tkání. To je způsobeno zvýšenou koncentrací žlutého žlučového barviva bilirubinu v krevní plazmě. Žloutenka je projevem (symptomem) hepatitidy, ale i dalších nemocí, například významného podílu případů žluté zimnice, která dala nemoci jméno.
Nesprávně se termín žloutenka používá jako označení pro virové záněty jater, hepatitidy, u nichž je hlavním symptomem.

## Bilirubin a jeho role v organismu
Bilirubin je žluté barvivo, které vzniká jako odpadní produkt degradace hemoglobinu. Červené krvinky mají omezenou životnost (asi 120 dní), po té jsou vychytávány ve slezině a jaterních sinech a zničeny. Z hemoglobinu je pak odstraněno železo, které se použije k syntéze nového krevního barviva, a bílkovinná složka (globin), která se také recykluje. Zbytek hemu, porfyrinová kostra, je postupně přeměněn na bilirubin.
V těle zdravého dospělého člověka denně vznikne 250–350 mg bilirubinu.
Bilirubin je málo rozpustný ve vodě, tedy i v krevní plasmě. Navázaný na krevní bílkovinu albumin se dostává do jater, kde je vychytáván hepatocyty.
Uvnitř hepatocytu je konjugován na rozpustné bilirubinglukosiduronáty. Ty jsou vylučovány do žluče a následně do střeva.
V tlustém střevě jsou bilirubinglukosiduronáty rozloženy bakteriálními enzymy na bezbarvé urobilinogeny, z nichž část je zpětně resorbována do krve, většina je ale dále střevní mikroflórou oxidována na barevné urobiliny, které jsou zodpovědné za zbarvení stolice.

## Příčiny žloutenky
Za normálních okolností je většina bilirubinu v krevní plasmě navázána na albumin. Když ale jeho koncentrace v krvi přesáhne 20–30 mg/l, veškerá vazebná místa na albuminu jsou již obsazena a přebytečný bilirubin difunduje do tkání. Protože bilirubin je žluté barvivo, tkáně tím zežloutnou.
K tomu může dojít ze tří příčin a podle toho se také žloutenky dělí do tří skupin:
- prehepatální (hemolytický) ikterus
- hepatální (hepatocelulární)
- posthepatální (obstrukční)

### Prehepatální žloutenka
Prehepatální, neboli hemolytická žloutenka je způsobena zvýšeným rozpadem červených krvinek (hemolýzu), tedy i zvýšenou produkcí bilirubinu. Játra tedy nestačí zpracovat všechen bilirubin a jeho koncentrace v plasmě tak stoupne.
Hemolytická žloutenka může být příznakem infekčních onemocnění, jako je malárie, při níž dochází k rozpadu erytrocytů působením parazitického prvoka.
U novorozenců vzniká lehká žloutenka (lat. icterus neonatorum) kvůli ještě nedostatečné funkci jaterních enzymů a zvýšené hemolýze. Novorozenecká žloutenka se léčí fototerapií, viditelné světlo (zejm. modré) totiž mění konformaci bilirubinu a ten se stává rozpustnější ve vodě a může být vyloučen močí. Těžká žloutenka (lat. icterus neonatorum gravis nebo morbus haemolyticus neonatorum) může vzniknout při hemolýze v důsledku cirkulujících protilátek proti erytrocytům, nejčastěji v důsledku Rh inkompatibility matky a plodu. Při těžké žloutence hrozí poškození mozku. Těžkou žloutenku lze léčit jen obtížně, např. výměnnou transfúzí.
Nekompatibilní transfúze krve vedou k hemolýze krve příjemce, což se také může projevit jako hemolytická žloutenka.
Hemolytická žloutenka může být také příznakem geneticky podmíněných nemocí, jako je srpkovitá anémie a hemolytická anemie. Obě nemoci způsobují rozpad červených krvinek, při srpkovité anemii se tvoří abnormální hemoglobin, který deformuje krvinky, hemolytická anemie je způsobena nedostatečnou nebo žádnou aktivitou glukosa-6-fosfátdehydrogenasy, jednoho z enzymů pentózového cyklu, na kterém z velké části závisí metabolismus erytrocytu.

### Hepatální žloutenka
Hepatální, někdy také hepatocelulární žloutenka je způsobena přímo neschopností jater bilirubin z krve přijmout, konjugovat nebo vyloučit do žluči.
Koncentrace bilirubinu v plasmě proto stoupne, zároveň se bilirubin objeví v moči, moč je proto tmavá, a protože játra vylučují do žluče málo bilirubinu, ve střevě se tvoří méně urobilinů a stolice je světlejší (hypocholická stolice)
Hepatální žloutenka bývá důsledkem poškození jater (toxická hyperbilirubinemie) látkami jako je chloroform, arsfenaminy, tetrachlormethan, acetaminofen, alkohol atd., toxiny hub rodu Amanita (Alfa-amanitin aj.), je to jeden z příznaků cirhózy jater a virové hepatitidy, tedy infekční žloutenky.
Některé vrozené dědičné choroby se projeví jako hepatální žloutenka, například Criglerův–Najjarův syndrom nebo Dubinův–Johnsonův syndrom.

### Posthepatální žloutenka
Posthepatální žloutenka je způsobena ucpáním žlučových cest, proto se nazývá také obstrukční ikterus. Játra nemohou vylučovat konjugovaný bilirubin, ten proto přechází zpět do krve.
Při posthepatální žloutence je zvýšená hladina bilirubinu v krvi, bilirubin je i v moči, ta je proto tmavá. Naopak do střeva se vinou uzávěru žádný bilirubin nedostane, stolice je proto světlá (acholická stolice)
Nejčastější příčinou obstrukce žlučových cest jsou žlučové kameny a nádor hlavy pankreatu, který zvenčí utlačuje žlučovody. Méně často je příčinou nádor přímo žlučových cest.
Posthepatální žloutenka může být také příznakem infekčních onemocnění (schizostomiáza), zánětu žlučníku nebo slinivky břišní.
Neléčená obstrukce žlučových cest může vést až k jaternímu selhání.